# 2051
Cette page concerne l'année 2051  du calendrier grégorien.
L'année 2051 est une année commune qui commence un dimanche.
C'est la 2051e année de notre ère, la 51e année du IIIe millénaire et du XXIe siècle et la 2e année de la décennie 2050-2059.

## Autres calendriers
L'année 2051 du calendrier grégorien correspond aux dates suivantes :
- Calendrier berbère : 3000 / 3001
- Calendrier hébraïque : 5811 / 5812
- Calendrier indien : 1972 / 1973
- Calendrier musulman : 1472 / 1473
- Calendrier persan : 1429 / 1430

## Événements prévus
Plusieurs astéroïdes devraient frôler la Terre cette année là.

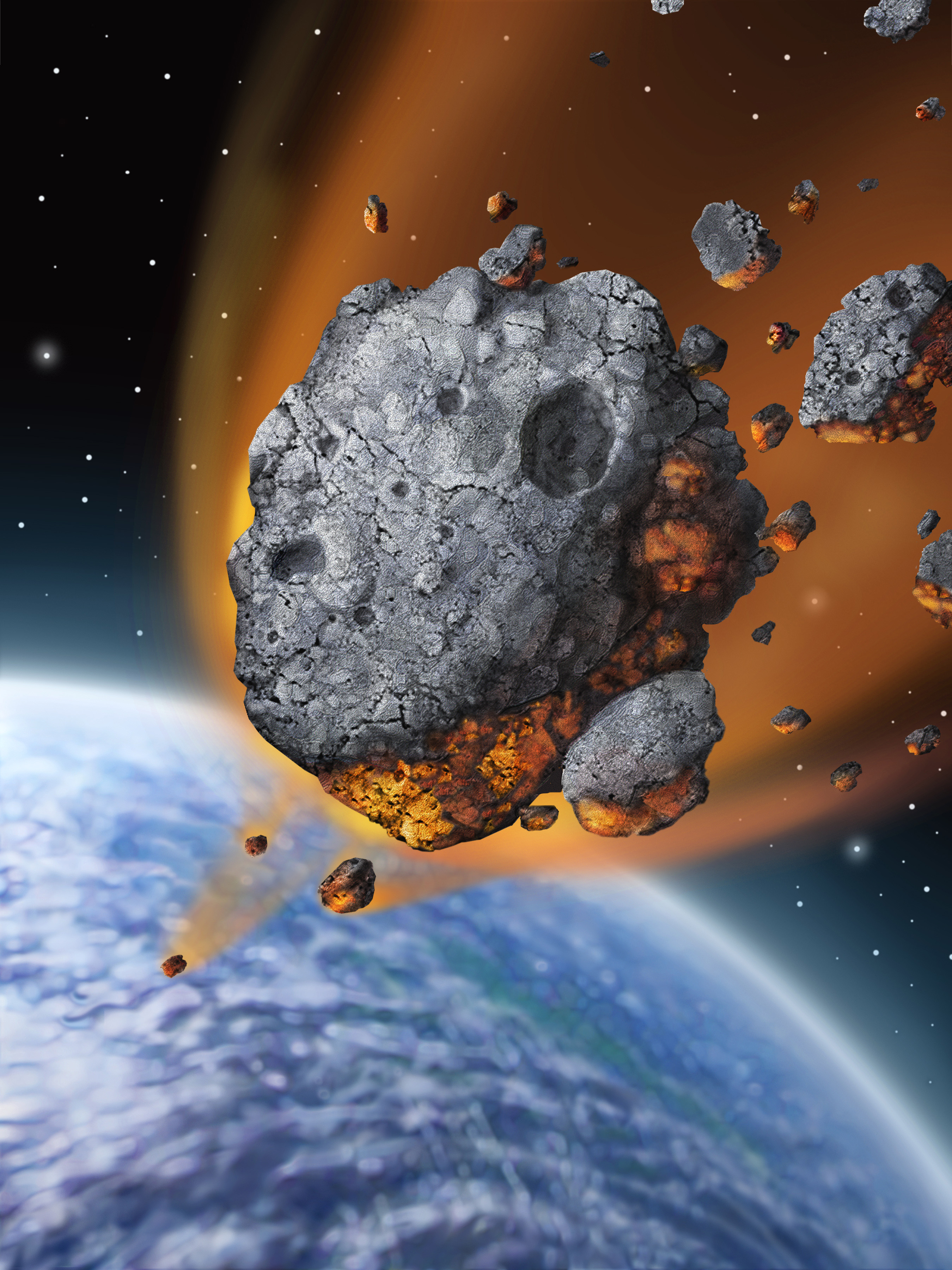
Un astéroïde entrant en collision avec la Terre.

- Le lundi 6 février 2051, l'astéroïde (292220) 2006 SU49 a une probabilité extrêmement faible de percuter la Terre. On estime qu'à cette date il passera à environ 2 647 000 km de la Terre (0,01769 Unités Astronomiques), ce qui est un périgée très rapproché. En cas d'impact avec la Terre, ayant un diamètre de 380 mètres, il serait dévastateur. Il est assez grand pour engloutir une grande région et provoquer une catastrophe climatique qui durerait des années[1].
- Le vendredi 24 mars 2051, c'est l'astéroïde (4581) Asclepius qui a une "probabilité pratiquement nulle" d'entrer en collision avec la Terre. On estime qu'à cette date il passera à environ 1 834 638 km de la Terre (0,01226 Unités Astronomiques). En cas d'impact, ayant un diamètre de 300 mètres, ce serait catastrophique. Cela ne signifierait pas la destruction de la race humaine, mais des millions de personnes mourraient. Il est assez grand pour traverser l'atmosphère terrestre, dévastant un pays de la taille de la France. Il effectue une orbite autour du Soleil tous les 378 jours[2].
- Le 19 avril 2051, c'est au tour de l'astéroïde (99942) Apophis, précédemment connu sous la désignation provisoire « 2004 MN4 », de survoler la Terre à seulement 6 106 000 kilomètres (0,0408158 Unités Astronomiques). Cet astéroïde a un diamètre de 370 mètres et complète une orbite autour du Soleil toutes les 323,5 jours avec une période de rotation sur son axe de 30,4 heures. Il pourrait causer une explosion d'une puissance équivalente à 40 000 bombes atomiques[3].
- Le vendredi 9 juin 2051, vient ensuite l'astéroïde (4183) Cuno qui a une probabilité extrêmement faible mais non-nulle de s'écraser sur notre planète. Il passerait à environ 29 221 000 km de la Terre (0,19533 Unités Astronomiques). En cas d'impact, ayant un diamètre de 2,9 kilomètres, il serait catastrophique. Cela ne signifierait pas la destruction totale de la race humaine, mais presque. Les dégâts seraient inimaginables. Cuno effectue une orbite autour du Soleil tous les 1019 jours et a une période de rotation sur son axe de 3,56 heures[4].
- Le mercredi 23 août 2051, c'est ensuite l'astéroïde (1620) Geographos qui a une faible probabilité d'impacter la Terre. Il devrait passer à environ 7 166 000 km de la Terre (0,0479 Unités Astronomiques). En cas d'impact, ayant 5,1x1,8 kilomètres, ce serait catastrophique[5].
- Enfin, le 28 octobre 2051, c'est l'astéroïde (154276) 2002 SY50 qui a une probabilité pratiquement nulle (mais existante) d'atteindre la planète Terre. En effet, il passera à environ 3 778 000 km de la Terre (0,0252541 Unités Astronomiques). En cas d'impact, ayant un diamètre de 897 mètres, il serait catastrophique. Compte tenu de ses grandes dimensions, en cas d'impact, une dévastation globale se produirait. Cela provoquerait une catastrophe climatique qui mettrait fin à la civilisation telle que nous la connaissons[6].

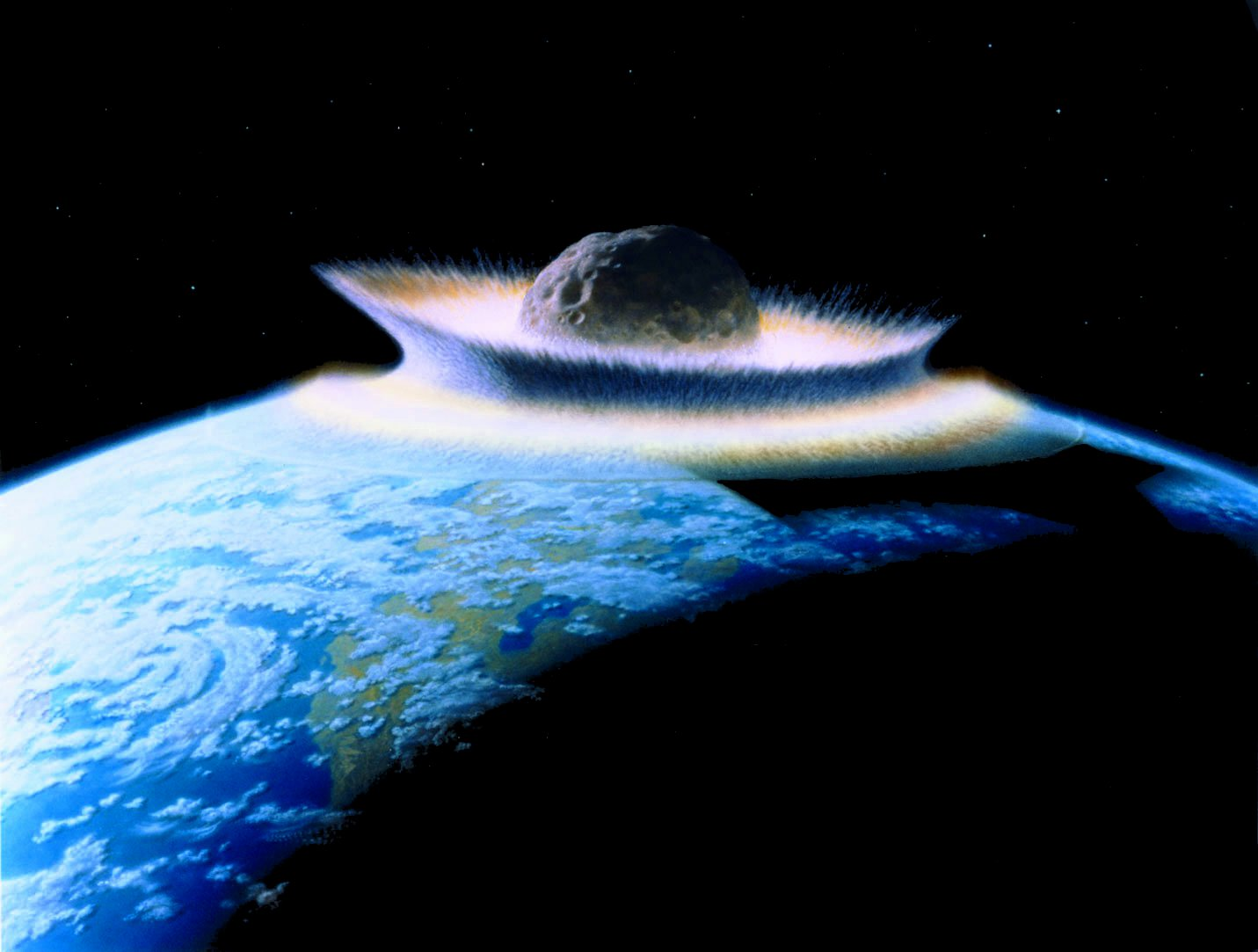
Un planétoïde s'écrasant sur notre planète.